# الاعتراف القانوني بالعلاقات المثلية في أندورا
أنشأت أندورا برنامجين للتسجيل للشركاء المثليين: «الاتحادات المستقرة» في 23 مارس 2005 و«النقابات المدنية» في 25 ديسمبر 2014.

## الاتحاد المستقر
في مارس 2005، قننت إمارة أندورا «الاتحادات المستقرة».
دخل هذا القانون الجديد حيز التنفيذ بعد صادق عليه الأمير جاك شيراك (رئيس فرنسا هو أيضا أحد الأميرين في نظام الإمارة المشترك لأندورا). لم يوقع الأمير الآخر «خوان إنريك»، أسقف أورجيل الحالي، القانون. وعلى الرغم من أن كلا الأميرين يعتبران رئيسا الدولة في أندورا، فإن توقيع واحد فقط هو المطلوب للمصادقة على القوانين الجديدة وإصدارها في إمارة أندورا.
وتسمى العلاقة "unió estable de parella" (اتحاد مستقر للشركاء) في الكاتالونية.

### الأحقية
يجب ألا يرتبط الشركاء الذين يسعون إلى الدخول إلى اتحاد مستقر بالاتصال المباشر عن طريق القرابة أو التبني، أو في الخط الجانبي عن طريق القرابة إلى الدرجة الرابعة. يجب أن يكون كلا الشريكين من البالغين أو القاصرين الأحرار، الذين يجب ألا يكونوا متزوجين بالفعل أو في اتحاد مستقر قائم، يجب أن يعيشوا كشريكين ويجب أن يكون شريك واحد على الأقل من المقيمين بأندورا أو أن يكون مواطنا أندوريا.

### عملية التسجيل
يجب على الشريكين تقديم طلب مصحوب بالوثائق التالية: إعلان محلف بالمساكنة، نسخة من جواز السفر الحالي أو وثيقة الهوية لكلا الشريكين، شهادة إقامة لكل شريك (يُعفى المواطنون الأندوريون من هذا الشرط)، اتفاق وقعه كلا الشريكين يحددان الملكية والعلاقات الشخصية الناشئة عن العلاقة وحقوق وواجبات العلاقة وبيان محلف من قبل شاهدين يؤكدان الطبيعة الدائمة للمساكنة.
يتم تسجيل الاتحاد المستقر بعد ستة أشهر من الإعلان ثم يتم إدخاله في سجل الاتحادات المستقرة.

### الحقوق والمسؤوليات
لدى الشريكين في الاتحاد المستقر حقوق ومسؤوليات قانونية بما في ذلك الالتزام بدعم بعضهما البعض، والحق في التعويض في حال الانفصال ولهما نفس الحقوق التي يتمتع بها المتزوجون في أغراض قانون الضمان الاجتماعي والعمل. كما يعترف قانون الاتحاد المستقر بالحق في تبني طفل ويخضع ذلك لنفس القواعد مثل الزوجين، ولكن فقط للشركاء المغايرين لا الشركاء المثليون.

### الانفصال
يتم حل الاتحاد المستقر بزواج أي من الطرفين، أو موت أي من الطرفين، أو إعلان انفرادي بإخطار خطي رسمي يخطر به الطرف الآخر أو إعلان متبادل.

## الاتحاد المدني
في 2 يونيو 2014، عقب إعلان سابق، قدم حزب «الديمقراطيون من أجل أندورا» الحاكم مشروع قانون لتقنين الاتحادات المدنية. ستكون الاتحادات المدنية مساوية للزواج في كل شيء ما عدا الاسم الذي تحمله في كلمة «زواج»، وكان ذلك أحد أهم الأسباب التي جعلت حزب الديمقراطيون من أجل أندورا يصوتون ب«لا» على قانون زواج المثليين الفاشل (انظر أدناه). كما سيعطي مشروع القانون حقوق التبني للشركاء المثليين. بعد أشهر من التشاور، مرر البرلمان مشروع القانون بتصويت تصويت 20 لصالحه مقابل 3 أصوات ضده مع امتناع عدة عن التصويت (20-3). في 24 ديسمبر 2014، تم نشر القانون في الجريدة الرسمية، بعد توقيع أحد الأميرين فرانسوا هولاند عليه (رئيس فرنسا هو أيضا أحد الأميرين في نظام الإمارة المشترك لأندورا) إذ أن توقيعا واحدا من أحد الأميرين في نظام الإمارة المشترك لأندورا يكفي لكي يصبح المشروع قانونا يطبق. دخل القانون حيز التنفيذ في 25 ديسمبر 2014.
أدانت جمعيات حقوق المثليين المحلية، التي يرأسها كارليس بيريا، قانون الاتحادات المدنية لعام 2014 باعتباره قانونًا تمييزيًا وبأن به العديد من العيوب القانونية. اقترحت الجماعات إجراءً قضائيا للحصول على حق الزواج.

### إحصائيات
بحلول نهاية عام 2017، تم تنفيذ 35 اتحادات مدنية مثلية في أندورا. ومن بين هؤلاء، كانت 21 منها بين الشركاء المثليين من الذكور و 14 منها بين الشريكات المثليات من الإناث.

## زواج المثليين
في 21 أبريل 2009، أعلن خاومي بارتومو، زعيم الحزب الديمقراطي الاجتماعي، أن الحزب سيفتح نقاشا حول زواج المثليين في أندورا إذا فاز في انتخابات عام 2009. فاز الحزب الديمقراطي الاجتماعي بالانتخابات وأصبح بارتومو رئيسًا للحكومة، ولكن لم يتم اتخاذ أي إجراء لاحق لإضفاء الشرعية على زواج المثليين، وتمت هزيمة الحزب الديمقراطي الاجتماعي من قبل حزب «الديمقراطيون من أجل أندورا» في الانتخابات في 2011.
وفي كانون الثاني/يناير 2013، منحت محكمة العدل العليا في أندورا استحقاقاًت الناجي من الضمان الاجتماعي لخوان غارثيا بيريز، الذي تزوج زوجه الراحل في إسبانيا، لكنه لم يقدم قط طلباً للحصول على وضع الاتحاد المستقر في أندورا.
في 31 مارس 2014، قدم الحزب الديمقراطي الاجتماعي مشروع قانون لتشريع زواج المثليين. في 29 مايو 2014، رفض البرلمان مشروع القانون.

## الرأي العام
وفقا لدراسة استقصائية أجراها معهد الدراسات الأندورانية عام 2013، فإن 70% من سكان أندورا يؤيدون زواج المثليين على الرغم من أنه غير معترف به ولايتم عقده في البلاد، بينما كان 19% فقط ضده، وكان 11% لم يقرروا بعد، أو رفضوا الإجابة.